# 2017-es Formula–E Párizs nagydíj
A 2017-es Párizs nagydíjat május 20-án, a 2016–2017-es Formula–E bajnokság hatodik futamaként rendezték. A pole-pozíciót Sébastien Buemi szerezte meg, és a futamon is ő diadalmaskodott.

## Időmérő
| Helyezés | Rajtszám | Versenyző              | Csapat            | Idő      | Hátrány | Rajthely |
| -------- | -------- | ---------------------- | ----------------- | -------- | ------- | -------- |
| 1        | 9        | Sébastien Buemi        | e.Dams-Renault    | 1:02.319 | —       | 1        |
| 2        | 25       | Jean-Éric Vergne       | Techeetah-Renault | 1:02.325 | +0.006  | 2        |
| 3        | 37       | José María López       | Virgin-Citröen    | 1:02.640 | +0.321  | 3        |
| 4        | 88       | Oliver Turvey          | NextEV NIO        | 1:02.910 | +0.591  | 14       |
| 5        | 33       | Esteban Gutiérrez      | Techeetah-Renault | 1:13.287 | +10.968 | 4        |
| 6        | 23       | Nick Heidfeld          | Mahindra          | 1:02.611 | —       | 5        |
| 7        | 19       | Felix Rosenqvist       | Mahindra          | 1:02.617 | +0.006  | 6        |
| 8        | 27       | Robin Frijns           | Andretti-BMW      | 1:02.654 | +0.043  | 7        |
| 9        | 20       | Mitch Evans            | Jaguar            | 1:02.687 | +0.076  | 8        |
| 10       | 8        | Nico Prost             | e.Dams-Renault    | 1:02.746 | +0.136  | 9        |
| 11       | 6        | Mike Conway            | Dragon-Penske     | 1:02.808 | +0.197  | 10       |
| 12       | 3        | Nelson Piquet Jr.      | NextEV NIO        | 1:02.810 | +0.199  | 11       |
| 13       | 7        | Jérôme d’Ambrosio      | Dragon-Penske     | 1:02.814 | +0.203  | 12       |
| 14       | 11       | Lucas di Grassi        | Audi Sport ABT    | 1:02.840 | +0.239  | 13       |
| 15       | 5        | Tom Dillmann           | Venturi           | 1:03.024 | +0.393  | 15       |
| 16       | 66       | Daniel Abt             | Audi Sport ABT    | 1:03.071 | +0.460  | 16       |
| 17       | 28       | António Félix da Costa | Andretti-BMW      | 1:03.268 | +0.607  | 17       |
| 18       | 2        | Sam Bird               | Virgin-Citröen    | 1:03.573 | +0.962  | 18       |
| 19       | 47       | Adam Carroll           | Jaguar            | 1:03.771 | +1.160  | 19       |
| 20       | 4        | Stéphane Sarrazin      | Venturi           | 1:06.121 | +3.510  | 20       |

## Futam
| Helyezés | Rajtszám | Versenyző              | Csapat            | Kör | Idő/Kiesés oka | Rajthely | Pont |
| -------- | -------- | ---------------------- | ----------------- | --- | -------------- | -------- | ---- |
| 1[a]     | 9        | Sébastien Buemi        | e.Dams-Renault    | 49  | 59:41.125      | 1        | 28   |
| 2        | 37       | José María López       | Virgin-Citröen    | 49  | +0.707         | 3        | 18   |
| 3        | 23       | Nick Heidfeld          | Mahindra          | 49  | +2.043         | 5        | 15   |
| 4        | 19       | Felix Rosenqvist       | Mahindra          | 49  | +2.621         | 6        | 12   |
| 5        | 8        | Nico Prost             | e.Dams-Renault    | 49  | +3.521         | 9        | 10   |
| 6        | 27       | Robin Frijns           | Andretti-BMW      | 49  | +7.999         | 7        | 8    |
| 7        | 3        | Nelson Piquet Jr.      | NextEV NIO        | 49  | +32.420        | 11       | 6    |
| 8        | 5        | Tom Dillmann           | Venturi           | 49  | +32.929        | 15       | 4    |
| 9        | 20       | Mitch Evans            | Jaguar            | 49  | +33.369        | 8        | 2    |
| 10       | 4        | Stéphane Sarrazin      | Venturi           | 49  | +34.051        | 20       | 1    |
| 11       | 33       | Esteban Gutiérrez      | Techeetah-Renault | 49  | +36.091        | 4        |      |
| 12       | 88       | Oliver Turvey          | NextEV NIO        | 49  | +40.082        | 14       |      |
| 13       | 66       | Daniel Abt             | Audi Sport ABT    | 48  | Töltés         | 16       |      |
| 14       | 6        | Mike Conway            | Dragon-Penske     | 48  | +1 kör         | 10       |      |
| 15       | 47       | Adam Carroll           | Jaguar            | 48  | +1 kör         | 19       |      |
| 16[a]    | 2        | Sam Bird               | Virgin-Citröen    | 47  | +2 kör         | 18       | 1    |
| 17       | 11       | Lucas di Grassi        | Audi Sport ABT    | 38  | Baleset        | 13       |      |
| 18       | 7        | Jérôme d’Ambrosio      | Dragon-Penske     | 35  | Felfüggesztés  | 12       |      |
| Ki       | 25       | Jean-Éric Vergne       | Techeetah-Renault | 33  | Baleset        | 2        |      |
| Ki       | 28       | António Félix da Costa | Andretti-BMW      | 18  | Baleset        | 17       |      |

Megjegyzés:
- ↑ a:  - +3 pont a pole-pozícióért
- ↑ b:  - +1 pont a leggyorsabb körért

## A világbajnokság állása a verseny után
(Teljes táblázat)
| H  | Versenyzők       | Pont | H  | Konstruktőrök  | Pont |
| -- | ---------------- | ---- | -- | -------------- | ---- |
| 1. | Sébastien Buemi  | 132  | 1. | e.Dams-Renault | 190  |
| 2. | Lucas di Grassi  | 89   | 2. | Audi Sport ABT | 115  |
| 3. | Nicolas Prost    | 58   | 3. | Mahindra       | 87   |
| 4. | Nick Heidfeld    | 47   | 4. | Virgin-Citröen | 63   |
| 5. | Jean-Éric Vergne | 40   | 5. | NextEV NIO     | 48   |

- Jegyzet: Csak az első 5 helyezett van feltüntetve mindkét táblázatban.